# Into the Blue (Kylie Minogue)
Into the Blue è un brano musicale della cantante australiana Kylie Minogue, pubblicato nel 2014 come singolo estratto dal suo album Kiss Me Once.
La canzone è stata scritta da Kelly Sheehan, Mike Del Rio e Jacob Kasher e prodotta da Del Rio.

## Video musicale
Il videoclip è stato diretto da Dawn Shadforth. Esso è stato girato a Londra e vi ha partecipato l'attore francese Clément Sibony.

## Tracce
1. Into the Blue – 4:08

## Classifiche
| Classifica (2014) | Posizione massima |
| ----------------- | ----------------- |
| Australia         | 46                |
| Austria           | 37                |
| Belgio (Fiandre)  | 56                |
| Belgio (Vallonia) | 53                |
| Francia           | 47                |
| Germania          | 31                |
| Regno Unito       | 12                |
| Spagna            | 16                |
| Svizzera          | 32                |